# Hanssenspark
Het Hanssenspark (ook kortweg het stadspark) is het oudste openbare park in Vilvoorde. Het park werd vernoemd naar Edmond Hanssens, burgemeester van Vilvoorde aan het einde van de negentiende eeuw.

## Beschrijving
Het park heeft een oppervlakte van 6,2 hectare en is aangelegd in de Engelse romantische landschapsstijl en werd ontworpen en aangelegd door de Vilvoordse Tuinbouwschool. In het park ligt een vijver van ongeveer één hectare waarover een pittoreske gietijzeren hangbrug gebouwd werd. De torenruïne langs de Parkstraat maakt deel uit van het ontwerp. Aan de Koepoortstraat staat een monument van Rik Poot ter ere van Koning Albert I, dat ingehuldigd werd in 1952.
In 2014 werd het park door de stad Vilvoorde in erfpacht gegeven aan het Agentschap Natuur en Bos van de Vlaamse overheid.

## Geschiedenis

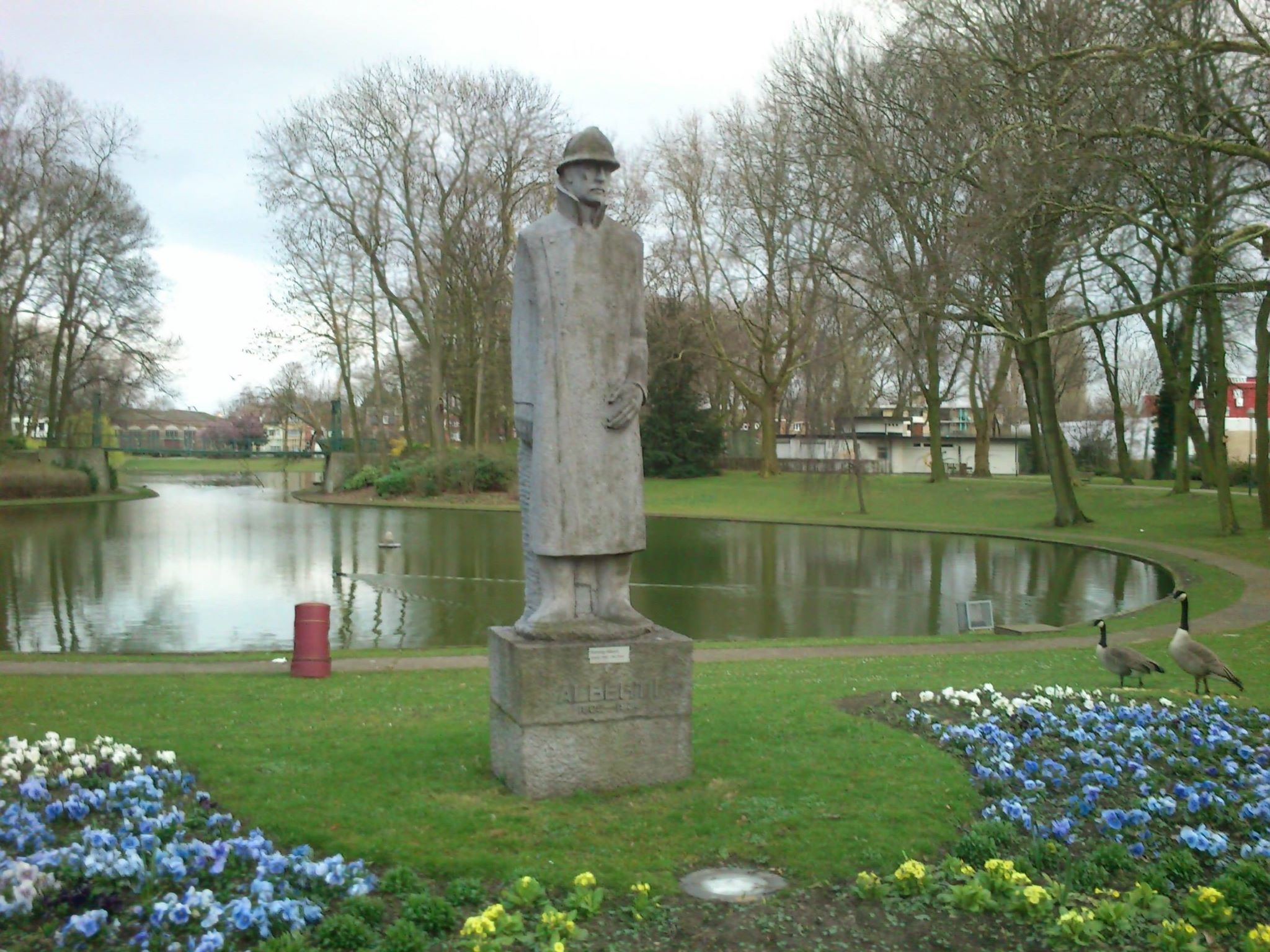
Het standbeeld van Albert I in het Hanssenspark

Het park werd aangelegd op de plaats van de vroegere middeleeuwse vestinggracht. Vier poorten van de omwalling werden al gesloopt in de achttiende eeuw en de muren zelf verdwenen in 1890 Voordien waren de gronden eigendom van de familie d'Aubremé. Deze familie bezat eveneens de gronden ten noorden van het park. Wanneer ze deze gronden verkocht om verkaveld te worden tot de stationswijk (met onder andere de d'Aubreméstraat), werden de zuidelijke gronden gratis afgestaan aan de stad Vilvoorde. Dit betroffen drassige gronden langs de Trawoolbeek waarop ook de vestingvijver voor de stadsmuren lag.
De aanleg werd uitgevoerd in regie van de Stad Vilvoorde, met hulp van de Tuinbouwschool van Vilvoorde. Deze laatste leverde het ontwerp en de planten en zorgde voor de aanleg van het park. De werken startten in de herfst van 1898. De vorm van de voormalige vestingvijver werd gewijzigd in de vorm van het cijfer acht, zodat deze in de Engelse landschapsstijl paste. De vijver zorgde ook voor de opvang van regenwater uit de omgeving. In 1899 werd het park geopend. Na een lang verval aan het einde van de twintigste eeuw werd het park in 2001 en 2003 gerenoveerd. In 2004 opende het gerenoveerde park.

## Trivia
- Sinds 2014 komt het park voor in de Streamz-serie D5R.
- Van 25 mei tot 29 juni 2014 presenteerde de Belgische kunstenaar Danny Devos de tentoonstelling 'Picnic at Hanssenspark' in Cultuurcentrum De Bond te Brugge. Hij reconstrueerde er het Hanssenspark met echte planten en diverse materialen.[5]